# Graham Berry
Sir Graham Berry, né le 28 août 1822 à Londres en Angleterre, et mort le 25 janvier 1904 dans l'État du Victoria en Australie, est un homme politique. Il a été Premier ministre du Victoria du 7 août 1875 au 20 octobre 1875.